# Chelonus bonellii
Chelonus bonellii är en stekelart som först beskrevs av Christian Gottfried Daniel Nees von Esenbeck 1816.  Chelonus bonellii ingår i släktet Chelonus och familjen bracksteklar. Inga underarter finns listade i Catalogue of Life.